# Simulium bagmaticum
Simulium bagmaticum är en tvåvingeart som beskrevs av Markey 1985. Simulium bagmaticum ingår i släktet Simulium och familjen knott.
Artens utbredningsområde är Nepal. Inga underarter finns listade i Catalogue of Life.